# Palosaari (ö i Jyväskylä, Muuratjärvi)
Palosaari är en ö i Finland. Den ligger i sjön Muuratjärvi och i kommunen Jyväskylä i den ekonomiska regionen  Jyväskylä  och landskapet Mellersta Finland, i den södra delen av landet, 220 km norr om huvudstaden Helsingfors. Öns area är 10,9 hektar och dess största längd är 470 meter i sydväst-nordöstlig riktning.